# نیمتشیتشکی (ناحیه زنویمو)
نیمتشیتشکی (به چکی: Němčičky) یک منطقهٔ مسکونی در جمهوری چک است که در ناحیه زنویمو واقع شده‌است. نیمتشیتشکی ۴٫۹۴ کیلومتر مربع مساحت و ۹۰ نفر جمعیت دارد و ۲۷۰ متر بالاتر از سطح دریا واقع شده‌است.